# Anaulacorthum
Anaulacorthum  (лат.) — род тлей из подсемейства Aphidinae (Macrosiphini). Юго-восточная Азия. 2 вида.

## Описание
Мелкие насекомые красновато-коричневого цвета, длина около 2-3 мм.
Ассоциированы с двудольными растениями Fagopyrum cymosum, Sonchus oleraceus. Близки к тлям рода Aulacorthum, но с 4 волосками на первом членике лапок.
- Anaulacorthum fagopyri A.K.Ghosh & Raychaudhuri — Индия
- Anaulacorthum zhangjiajiensis  (Zhang, G.-x., 1992) — Китай